# Judith R. Goodstein
Pour les articles homonymes, voir Goodstein.
Judith Ronnie Goodstein (née Koral, le 8 juillet 1939) est une historienne des sciences et des mathématiques américaine. Elle est archiviste honoraire au California Institute of Technology, le Caltech de Pasadena, auquel elle a consacré un ouvrage historiographique en 1991.

## Biographie
Judith Goodstein naît à Brooklyn, où ses parents, eux-mêmes nés aux États-Unis dans des familles immigrées originaires d'Europe centrale sont fonctionnaires municipaux. Elle fait ses études secondaires à l'Erasmus Hall High School de Brooklyn, puis s'inscrit en 1956 au Brooklyn College où elle obtient son diplôme d'histoire en 1960. C'est à cette époque qu'elle commence à s'intéresser à l'histoire des sciences, et qu'elle suit les cours de Carl Benjamin Boyer.
Elle travaille comme institutrice à Borough Park puis elle épouse en 1960 le physicien et universitaire David Goodstein (en) dont elle est camarade d'études au Brooklyn College. Ils s'inscrivent tous deux à l'université de Washington à Seattle, où elle est assistante pour financer ses études, puis au « Caltech » (California Institute of Technology à Pasadena), en Californie, en 1966. Elle obtient son doctorat, en 1968, avec une thèse intitulée Chemical Theory and the Nature of Matter, sur le chimiste Humphry Davy, sous la direction de Thomas Hankins.
Elle travaille comme archiviste du California Institute of Technology en 1968 tout en enseignant l'histoire des sciences à l'université d'État de Californie à Dominguez Hills de 1969 à 1973 puis à l'université de Californie à Los Angeles,. Elle est nommée archiviste de l'université en 1995, fonction qu'elle occupe jusqu'à sa retraite académique en 2009. Elle a également travaillé à Caltech en tant que professeure associée et chargée de cours, et a été « registrar », une fonction administrative au sein de l'université, de 1989 à 2003.

## Activités éditoriales
Elle est l'auteure Millikan’s School, une histoire du California Institute of Technologie en 1991, à l'occasion du centième anniversaire de l'université, dans lequel elle retrace l'œuvre de trois personnages clés de cet établissement, George Ellery Hale, Alfred Noyes, Robert Millikan.

## Publications
- Guide to the Robert Andrews Millikan Collection at the California Institute of Technology, (avec Albert F. Gunns, American Institute of Physics, 1975)[6]
- The Frank J. Malina Collection at the California Institute of Technology: Guide to a Microfiche Edition, (avec Carol H. Bugé, California Institute of Technology, 1986)[7]
- Millikan's School: A History of the California Institute of Technology, (WW Norton, 1991)[8]
- Feynman's Lost Lecture: The Motion of the Planets around the Sun, (avec David Goodstein, WW Norton, 1996)[9]
- The Volterra Chronicles: The Life and Times of Extraordinary Mathematician, 1860–1940, (American Mathematical Society et London Mathematical Society, 2007)[10]
- Einstein’s Italian Mathematicians: Ricci, Levi-Civita, and the Birth of General Relativity, (American Mathematical Society, 2018)[11]

Elle a également écrit les scénarios de deux épisodes de la série télévisée de Caltech, The Mechanical Universe